# Idioma araona
La lengua araona es una lengua indígena hablada por la etnia sudamericana de los araona, habitantes de la región amazónica del departamento boliviano de La Paz en las cabeceras del río Manupari y Manorimi.
Desde la promulgación del decreto supremo n.º 25894 el 11 de septiembre de 2000 el araona es una de las lenguas indígenas oficiales de Bolivia, lo que fue incluido en la Constitución Política al ser promulgada el 7 de febrero de 2009.

## Situación actual
Según los datos proporcionados en Crevels y Muysken (2009:15), el número de hablantes de araona, de cuatro a más años de edad, asciende a 111 y, por lo tanto, se trata de una lengua en peligro de extinción (Crevels, 2012). El uso de la lengua dentro de la tribu es considerado vigoroso. Según Emkow (2012), los factores que han contribuido al monolingüismo entre los araonas han sido probablemente la lejanía geográfica, la poca interacción, incluyendo la exogamia, con otros grupos étnicos y la falta de servicios educativos por parte del gobierno.  

## Aspectos históricos

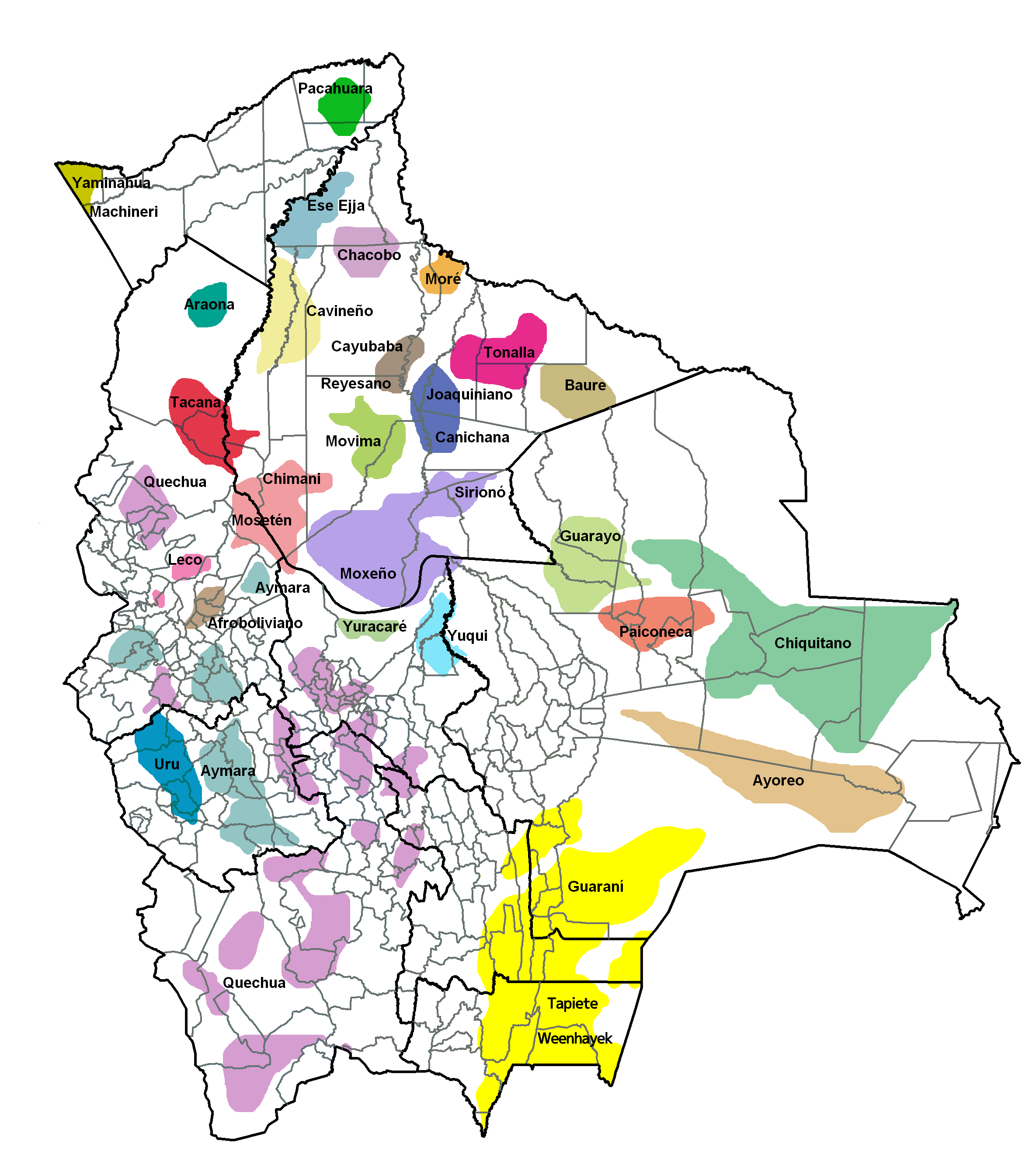
Pueblos originarios de Bolivia.

Emkow (2012) señala que la primera referencia sobre el contacto con los araonas proviene de los misioneros franciscanos Manuel Mancini y Fidel Codenach a finales del siglo XIX. Debido a las dificultades y riesgos en los que se encontraban en aquel entonces, los franciscanos no llegaron a crear una misión en la comunidad. Al inicio de la conquista del Norte de Bolivia, relacionada con el descubrimiento de caucho en las selvas del Territorio de la Colonia Nacional, los araonas constituían el grupo indígena más extenso en la región. Sin embargo, durante la era de la explotación del caucho, los araonas y otros grupos indígenas fueron sacados de sus pueblos para ser utilizados como esclavos, hecho que diezmó dramáticamente su población y cultura. De los miles que había al inicio del auge del caucho, solo se conoce el destino de unos cuantos. Entre 1910 y 1965, los araonas que lograron huir y sobrevivir aquel período, se instalaron temporalmente en varios lugares entre los ríos Manorimi y Manopare. En 1965, los miembros del ILV (Instituto Lingüístico de Verano) establecieron una comunidad permanente en Puerto Araona en el Manopare. Gracias a la influencia de los misioneros del ILV, los araonas extendieron sus contactos con otras comunidades. Hoy en día, debido a la falta de una educación formal y a su poco conocimiento de castellano, los araonas continúan en desventaja en la sociedad boliviana. Sin embargo, como señala Emkow (2012), los araonas luchan por tener representación y atención del gobierno, de grupos indígenas y de las misiones.

## Clasificación
El araona es un miembro de la familia tacana. Como indica Emkow (2012), la filiación tacana del araona se ha establecido, en particular, por las reconstrucciones fonológicas y morfológicas de Key (1963, 1968), Key et al. (1992) y Girard (1971).

## Esbozo gramatical

### Fonología
El araona presenta 18 fonemas consonánticos, como se observa en el cuadro 1 (Emkow, 2012):
|            |         | Bilabiales | Alveolares | Alveopalatales | Velares | Glotales |
| Oclusivas  | sordas  | p          | t          |                | k       |          |
| Oclusivas  | sonoras | b          | d          | dy             |         | '        |
| Africadas  |         |            | ts         | ch             |         |          |
| Fricativas | sordas  |            | s          | sh             |         | h        |
| Fricativas | sonora  |            | z          |                |         |          |
| Nasales    |         | m          | n          |                |         |          |
| Lateral    |         |            | l          |                |         |          |
| Vibrante   |         |            | r          |                |         |          |
| Semivocal  |         | w          |            |                | y       |          |

El araona presenta además cuatro fonemas vocálicos. La vocal [u] solo ocurre en dos nombres propios (Emkow, 2012):
|               | Anterior | Central | Posterior |
| Cerradas      | i        |         | (u)       |
| Medio cerrada |          |         | o         |
| Medio abierta | e        |         |           |
| Abierta       |          | a       |           |

### Léxico y clases de palabras
En cuanto al léxico y las clases de palabras en el araona, se puede señalar lo siguiente (Emkow, 2012):
- El araona presenta las siguientes clases de palabras: sustantivos, verbos, adjetivos, cuantificadores, numerales, temporales, pronombres, demostrativos, posposiciones y partículas discursivas.
- En cuanto a los sustantivos, se distinguen diferentes subclases, a saber: sustantivos relativos no derivados, sustantivos de parentesco, sustantivos relacionales,  sustantivos locativos, relativos compuestos, relativos derivados y frases lexicalizadas. Los sustantivos de parentesco se caracterizan por terminar todos en el formativo -di, p. ej.: anodi 'abuela', tadi 'padre' y wadi 'madre'. Mientras que los sustantivos locativos actúan superficialmente como posposiciones, yuxtaponiéndose a menudo al sustantivo con el que se relacionan, p.ej. bakwe 'arriba de', tipa 'abajo de'.
- Los verbos en araona constituyen una clase cerrada de palabras. Pueden dividirse también en subclases: verbos transitivos, ej. pīsa ‘matar', tsitia ‘seguir', verbos intransitivos, ej. tāwi ‘dormir’ y mānō ‘morir’, verbos ambitransitivos, ej. hāidyāowe ‘dar a luz’ o ‘nacer’ y bamewe ‘saber’ o ‘entender’, verbos copulativos, p. ej. los verbos adjetivales en los que el complemento cópula es una cualidad, y verbos auxiliares.
- Los adjetivos constituyen también una clase cerrada formada por unos cuantos adjetivos que codifican nociones de dimensión y edad, como se observa en el cuadro 3:

| Adjetivo | Significado |
| baba     | 'grande'    |
| tsīdi    | 'pequeño'   |
| ēsi      | 'viejo'     |
| nana     | 'joven'     |
| shakwa   | 'nuevo'     |

- En el araona, se distinguen tres tipos de pronombres: los pronombres personales, que son inflexivos para caso y número, los pronombres demostrativos, que codifican dos distancias 'proximal' y 'distal', y los pronombres interrogativos, que incluyen, por ejemplo, los interrogativos ke 'cuál', ketsio 'cuándo' y keokwa 'cuántos'.
- Las posposiciones en araona pueden ser locativas, intencionales y benefactivas, como se observa en el cuadro 4:

| Posposición | Significado   |
| ----------- | ------------- |
| =biyō       | ‘sobre.LOC’   |
| =bīyāe      | ‘sobre.PERL’  |
| =metse      | 'INS'         |
| nae         | 'COM'         |
| ihi         | 'con/juntado' |
| māwe        | 'sin'         |
| poi         | 'para'        |

- En cuanto a los temporales, estos funcionan como complemento de la cláusula. A continuación, se presenta un conjunto de temporales en araona:

| Temporal   | Significado     |
| ---------- | --------------- |
| haeda      | ‘hoy’           |
| weno       | ‘mañana’        |
| wetseinyeo | 'ayer'          |
| bewewe     | 'ahora'         |
| shamakana  | 'recientemente' |

- Los adverbios son una clase cerrada en el idioma. Varias nociones adverbiales se expresan por medio de sufijos o proclíticos.
- En el araona, se distingue también partículas discursivas, como, por ejemplo, los marcadores de foco. La presencia de un marcador de foco en una cláusula produce la división de la cláusula en una parte enfocada o resaltada (en foco) y una parte de fondo. Los marcadores de foco pueden expresarse como proclíticos o partículas, como se muestra en el cuadro 6:

| Marcadores de foco | Significado | Tipo                                    |
| ------------------ | ----------- | --------------------------------------- |
| =tso               | ‘FOC’       | marcador de foco puro                   |
| =mo                | ‘FOC.PRES’  | marcador de foco presentacional         |
| =we                | 'INTNS'     | intensificador                          |
| pe=we              | 'sólo'      | partícula de foco exclusiva/restrictiva |
| dipa=we            | 'también'   | partícula de foco inclusiva/aditiva     |

### Morfología
Con respecto a la morfología del araona, se puede indicar lo siguiente (Emkow, 2012):
- El araona presenta escasa morfología nominal. No existe la categoría inflexional de género y los marcadores de número no son obligatorios. Esta lengua presenta, sin embargo, marcadores de caso, los cuales se expresan a través de clíticos, como se observa en el cuadro 7:

| Clíticos | Glosa  |
| =a       | 'ERG'  |
| =a       | 'POS'  |
| =a       | 'EXP'  |
| =o       | 'LOC'  |
| =o       | 'AL'   |
| =e       | 'PERL' |
| =e       | 'ABL'  |
| =e       | 'ECU'  |

- En cuanto a la morfología verbal, se distinguen las siguientes categorías gramaticales: tiempo, aspecto, modo, modalidad, evidencialidad, direccionalidad, postura, valencia y negación. En lo que respecta al tiempo, el araona presenta tres enclíticos de tiempo para expresar pasado reciente, p.ej. en (1), pasado remoto, en (2) y pasado distante o muy remoto, en (3). En cuanto a la categoría de aspecto, existe una gran variedad de marcas aspectuales, que se pueden clasificar en marcas aspectuales de duratividad, de fase, de anterioridad, de perfectividad, de progreso y marcas de aspecto lexical. En cuanto a la categoría de modo, el araona distingue tres modos: el modo declarativo, que se marca con el proclítico opcional e= 'DCL', como se observa en (4), el modo imperativo, que se marca con el enclítico =ke ‘IMP’, como en (5), y el modo interrogativo, que se marca con el proclítico ke= ‘INT’ en el caso de cláusulas interrogativas absolutas, como en (6).

| (1) | wetseiyeo                 | dōho | pisa=a        |
|     | ayer                      | mono | matar=PAS.RCN |
|     | ‘Ayer yo cazaba un mono.’ |      |               |

| (2) | Tsonō-da                                             | alaōna=kana | betakata | zōto=a      | tso        | di-ta-asha.            |
|     | pasado -NML.RAÍZ                                     | araona=PL   | dos      | jaguar =ERG | de.una.vez | comer-3A>O.DEF-PAS.REM |
|     | ‘Alguna vez un jaguar comió dos araonas de una vez.’ |             |          |             |            |                        |

| (3) | Tsonoda=kata                                       | kwada   | tsāha=kana  | Hāwa     | Mānō | kwicha=e    | neti  | po=isa           |
|     | antes=muy                                          | 1PL.ABS | ancestro=PL | Amarillo | río  | cuerpo=PERL | vivir | AUX.ITE=PAS.DIST |
|     | ‘En el pasado vivíamos al borde del río Amarillo.’ |         |             |          |      |             |       |                  |

| (4) | midya                                   | bale | eowi | e=izi-ani      | mikēda  | wimato | a-naha     |
|     | 2SG.ABS                                 | CNTR | agua | DCL=beber-PROG | 2SG.POS | boca   | COP-mojado |
|     | ‘Sí tomaste agua. Tu boca está mojada.’ |      |      |                |         |        |            |

| (5) | nī/o              | ba=ke     |
|     | perro             | mirar=IMP |
|     | ‘¡Mire al perro!’ |           |

| (6) | ke=nawi        |
|     | INT=bañar      |
|     | ‘¿Te bañaste?’ |

- El araona presenta marcadores de evidencialidad que hacen referencia a la fuente de información, especificando si es que el interlocutor vio, escuchó, infirió, o sabe por medio de un discurso directo, la información que transmite. En el cuadro 8, se muestran los marcadores evidenciales del araona:

| Evidencialidad | Marcador | Glosa    | Estatus morfémico |
| -------------- | -------- | -------- | ----------------- |
| no visual      | ‘-ibo’   | EVI.NVIS | sufijo            |
| visual         | ‘-iba’   | EVI.VIS  | sufijo            |
| inferida       | '=ha'    | INFR     | enclítico         |
| reportada      | 'pa'     | RPT      | partícula         |

- En el araona, se hace uso de verbos auxiliares, los cuales constituyen una clase pequeña de palabras que son usados como verbos de apoyo para los marcadores que no pueden adjuntarse a un verbo principal. Así tenemos, por ejemplo, el copulativo =pō= en (7), que acompaña al verbo adjetival abōze ‘lento’ para llevar el marcador negativo. Esta lengua presenta, además, construcciones de verbos seriales, como se observa en (8), los cuales constituyen una secuencia de verbos que actúan juntos como un solo predicado, sin ningún marcador manifiesto de coordinación, subordinación o dependencia sintáctica de cualquier otra clase.

| (7) | Īza                           | a-bōze    | pi=pō=ma.     |
|     | puerco.espín                  | COP-lento | NEG1=COP=NEG2 |
|     | ‘El puercoespín no es lento.’ |           |               |

| (8) | moye                                     | kwe    | lala-ti-ibo        |
|     | castañas                                 | cortar | abrir-DIR-EVI.NVIS |
|     | ‘Ellos cortan las castañas y las abren.’ |        |                    |

### Sintaxis
En cuanto a la sintaxis del araona, se puede señalar lo siguiente (Emkow, 2012):
- En el araona, el orden básico de constituyentes de una cláusula transitiva es AOV (Agente-Objeto-Verbo), como se observa en (9), en cambio en una cláusula intransitiva es SV (Sujeto-Verbo).

| (9) | zōto=a                    | Nāli | di-ibo         |
|     | jaguar=ERG                | Nali | comer-EVI.NVIS |
|     | ‘El jaguar comió a Nali.’ |      |                |

- Las cláusulas de complemento en araona solo ocurren en la función de objeto directo, precediendo al verbo, como se observa en (10), o como sujeto de la cópula.

| (10) | [Tsa wāe-neti]                    | ba-iki.    |
|      | caminar.alrededor-parado          | ver-ANT.TR |
|      | ‘Lo he visto caminando por aquí.’ |            |

- Las cláusulas subordinadas preceden a la cláusula principal y se marcan con un subordinador. La subordinación puede expresar una relación temporal-secuencial, como en (11), temporal-simultánea, como en (12), causal, como en (13), consecutiva o intencional entre la cláusula principal y la subordinada.

| (11) | [mano-eme                               | a=tso]     | papa-ibo          |
|      | morir-CAUS                              | AUX.TR=SEC | enterrar-EVI.NVIS |
|      | ‘Después de matar(lo) (lo) enterraron.’ |            |                   |

| (12) | [Ema                                            | ezoe=lipi | tsio]  | homo     | Mānōlīmi | neti. |
|      | 1SG.ABS                                         | niño=DIM  | cuando | DEM.PROX | Manolimi | vivir |
|      | ‘Yo era niño cuando vivía allí en el Manorimi.’ |           |        |          |          |       |

| (13) | [wāda                                                                 | hētsi  | sali-iki=poho]      | bote-ibo           | a-pitsa       |
|      | 3SG.POS                                                               | pierna | herir-ANT.TR=porque | descender-EVI.NVIS | COP-imposible |
|      | ‘Como (Luna) había herido sus piernas, no podía descender del árbol.' |        |                     |                    |               |